# Torta paesana
La torta paesana, detta anche torta nera, torta di latte, torta di pane o michelacc (ovvero mica e lacc, pane e latte), è un dolce tipico della Martesana, della Brianza e dell'Altomilanese; a Gessate prende il nome di torta paciarella, a Canegrate di torta di Canegrate e a Cabiate papina di Cabiate.

## Descrizione
Nata come modo per riutilizzare il pane secco, come molte preparazioni della cucina tradizionale presenta numerose varianti, ma la base è sempre costituita da pane raffermo, latte e cacao (prima della metà del ventesimo secolo più probabilmente caffè o surrogati), spesso arricchita da amaretti e/o biscotti di altro genere, uvetta, pinoli, canditi e pan d'anice (pan di Spagna aromatizzato all'anice).
La si serve soprattutto nelle sagre di paese e durante le ricorrenze del mese di ottobre.